# Zecca di Castiglione

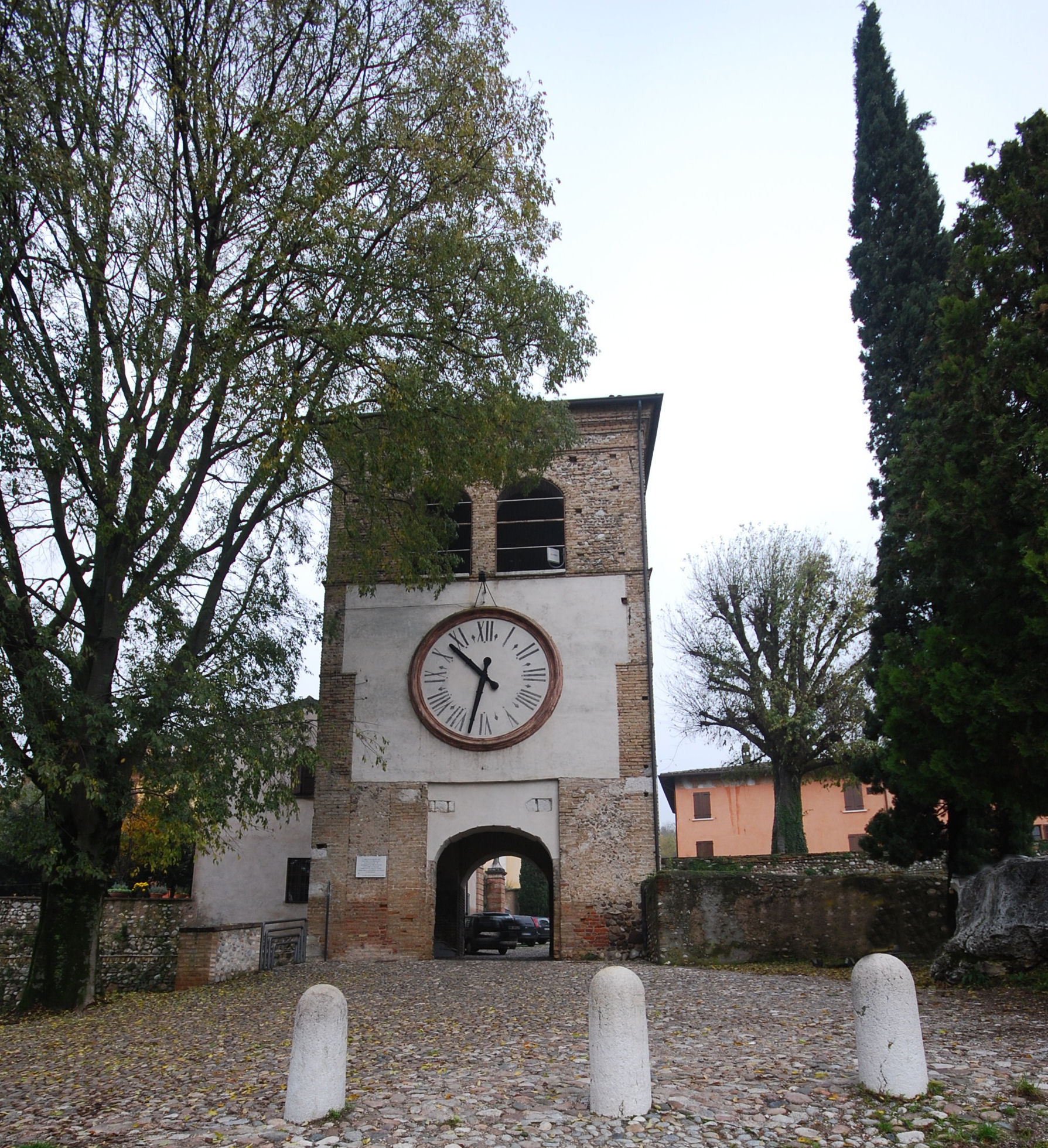
Torre del castello di Castiglione delle Stiviere

La zecca di Castiglione era l'ente preposto presso cui veniva effettuata la coniazione delle monete del feudo in epoca gonzaghesca.

## Storia
L'attività della zecca castiglionese, che coniò molti tipi di monete, iniziò nel 1567 sotto il marchesato di Ferrante Gonzaga, dietro concessione imperiale di Massimiliano II d'Asburgo. L'officina era situata entro le mura del castello.
La produzione di monete, iniziata da Ferrante, si limitò a pochi esemplari. Fu sotto il secondo marchese Rodolfo Gonzaga (1569-1593) che ebbe la massima espansione. Iniziò a produrre monete contraffatte ai tipi di papa Sisto V e di Sede vacante (le "baiocchelle"), così il pontefice nel dicembre 1592 scomunicò Rodolfo.
Il suo successore Francesco elevò la dignità della zecca, coniando anche monete in oro.
La zecca subì alterne vicende e poca fortuna con i marchesi Ferdinando I Gonzaga (1614-1675), Carlo (1616-1680) e Ferdinando II (1648-1723) dopo il quale, nel 1723, la struttura venne chiusa ed abbandonata. Le monete coniate a Castiglione ebbero corso legale assieme a quelle di Mantova sino al 1779.
La zecca venne rasa al suolo nel 1796.